# Lijst van voetbalinterlands Angola - Zambia
Deze lijst van voetbalinterlands is een overzicht van alle officiële voetbalwedstrijden tussen de nationale teams van Angola en Zambia. De landen speelden tot op heden zestien keer tegen elkaar. De eerste ontmoeting was een vriendschappelijke wedstrijd op 1 november 1980 in Lusaka. Het laatste duel, een groepswedstrijd tijdens het African Championship of Nations 2024, werd gespeeld in Nairobi (Kenia) op 10 augustus 2025.

## Wedstrijden
| №  | Plaats   | Datum            | Competitie                           | Wedstrijd       | Uitslag |
| -- | -------- | ---------------- | ------------------------------------ | --------------- | ------- |
| 1  | Lusaka   | 1 november 1980  | Vriendschappelijk                    | Zambia − Angola | 0 − 0   |
| 2  | Lusaka   | 2 november 1980  | Vriendschappelijk                    | Zambia − Angola | 1 − 1   |
| 3  | Luanda   | 10 december 1986 | Vriendschappelijk                    | Angola − Zambia | 0 − 1   |
| 4  | Lusaka   | 24 oktober 1987  | Vriendschappelijk                    | Zambia − Angola | 2 − 0   |
| 5  | Luanda   | 14 april 1991    | Afrika Cup 1992 kwalificatie         | Angola − Zambia | 1 − 2   |
| 6  | Lusaka   | 27 juli 1991     | Afrika Cup 1992 kwalificatie         | Zambia − Angola | 1 − 0   |
| 7  | Luanda   | 3 mei 1998       | COSAFA Cup 1998                      | Angola − Zambia | 1 − 1   |
| 8  | Lusaka   | 14 augustus 1999 | COSAFA Cup 1999                      | Zambia − Angola | 0 − 1   |
| 9  | Luanda   | 18 juni 2000     | WK 2002 kwalificatie                 | Angola − Zambia | 2 − 1   |
| 10 | Chingola | 21 april 2001    | WK 2002 kwalificatie                 | Zambia − Angola | 1 − 1   |
| 11 | Lusaka   | 18 augustus 2001 | COSAFA Cup 2001                      | Zambia − Angola | 1 − 1   |
| 12 | Lusaka   | 20 november 2004 | COSAFA Cup 2004                      | Zambia − Angola | 0 − 0   |
| 13 | Lusaka   | 21 oktober 2006  | COSAFA Cup 2006                      | Zambia − Angola | 2 − 0   |
| 14 | Dundo    | 18 december 2011 | Vriendschappelijk                    | Angola − Zambia | 1 − 0   |
| 15 | Luanda   | 16 mei 2012      | Vriendschappelijk                    | Angola − Zambia | 0 − 0   |
| 16 | Nairobi  | 10 augustus 2025 | African Championship of Nations 2024 | Zambia − Angola | 1 − 2   |

## Samenvatting
| Competitie                      | Totaal gespeeld | Winst Angola | Gelijk | Winst Zambia | Doelsaldo Angola – Zambia |
| ------------------------------- | --------------- | ------------ | ------ | ------------ | ------------------------- |
| WK-kwalificatie                 | 2               | 1            | 1      | 0            | 3 − 2                     |
| Afrika Cup-kwalificatie         | 2               | 0            | 0      | 2            | 1 − 3                     |
| African Championship of Nations | 1               | 1            | 0      | 0            | 2 − 1                     |
| COSAFA Cup                      | 5               | 1            | 3      | 1            | 3 − 4                     |
| Vriendschappelijk               | 6               | 1            | 3      | 2            | 2 − 4                     |
| Totaal                          | 16              | 4            | 7      | 5            | 11 − 14                   |

Wedstrijden bepaald door strafschoppen worden, in lijn met de FIFA, als een gelijkspel gerekend.